# 笹岡雄介
笹岡 雄介（ささおか ゆうすけ、12月21日 - ）は、日本の男性声優。長野県出身。映像テクノアカデミア卒業。以前はアックトップに所属していた。

## 出演作品

### 吹き替え
- Alice（アリス） episode 1（クラブの10）
- Alice（アリス） episode 2（クラブの10）
- 華麗なる遺産
- グッドラック・チャーリー（スペンサー）
- ゴースト 〜天国からのささやき シーズン4
- 恋するメゾン。 〜Rainbow Rose〜
- ダブルヘッド・ジョーズ（コール）
- FRINGE/フリンジ シーズン2
- ポンペイ最後の日
- レバレッジ 〜詐欺師たちの流儀（ランディ）

### ゲーム
- Que〜エンシェントリーフの妖精〜

### ボイスオーバー
- 神々の戦い
- 9.11アメリカ陰謀説
- 現代の驚異
- 世界10大ミステリーを追え
- 世界の馬上から
- ノストラダムス・エフェクト
- 未確認モンスターを追え
- ローマ帝国〜繁栄と滅亡〜